# 色棱 (扎赉特部)
色棱（？—1664年），博尔济吉特氏，清朝将领，蒙古扎赉特部首任札萨克固山贝子。成吉思汗弟合撒儿的十八世孙，奎蒙克塔斯哈喇玄孙，博第达喇曾孙，阿敏之孙，固山贝子蒙衮长子。
崇德元年（1636年），随清军围攻明朝锦州，击败明将洪承畴。崇德七年（1642年），攻打明朝塔山，毁其城。顺治三年（1646年）随大军追袭苏尼特部腾机思，击败喀尔喀土谢图汗部、车臣汗部援兵。顺治五年（1648年），袭固山贝子，领札萨克（扎赉特旗）。顺治七年（1650），参与征讨大同府姜瓖。